# گوجانوو
گوجانوو (به لاتین: Godzianów) یک روستا در لهستان است که در گمینا گوجانوو واقع شده‌است. گوجانوو ۹۲۱ نفر جمعیت دارد.